# Лехтонен, Лари
Лари Лехтонен (фин. Lari Lehtonen; род. 21 июня 1987, Иматра, Кюми) — финский лыжник, участник Олимпийских игр в Ванкувере. Специалист дистанционных гонок.
В Кубке мира Лехтонен дебютировал в 2008 году, в марте 2010 года единственный раз попал в десятку лучших на этапе Кубка мира, в эстафете. Кроме этого на сегодняшний день имеет на своём счету четыре попадания в тридцатку лучших на этапах Кубка мира — три в личных и одно в командных соревнованиях. Лучшим достижением Лехтонена в общем итоговом зачёте Кубка мира является 132-е место в сезоне 2010/2011.
На Олимпиаде-2010 в Ванкувере стал 33-м в дуатлоне 15+15 км и 43-м в масс-старте на 50 км.
За свою карьеру принимал участие в одном чемпионате мира, на чемпионате-2011 занял 43-е место в дуатлоне 15+15 км.
Использует лыжи производства фирмы Fischer.